# ميناء مصفح
ميناء مصفح: أحد موانئ أبوظبي، يقع في مدينة المصفح الصناعية جنوب غرب مدينة أبو ظبي. يشمل ميناء المياه العميقة في المصفح وقناة المصفح محطة الشحن العام في الزاوية الشمالية الغربية من منطقة المصفح الصناعية، بالإضافة إلى واجهة بحرية بطول 40 كم تقريباً تحتوي على العديد من المراسي والمحطات الخاصة. وهو ثاني ميناء في المدينة بعد ميناء زايد الذي تأسس عام 1972.
يقدم الميناء والقناة خدماتهما لمنطقة المصفح الصناعية المجاورة، والمناطق الصناعية في ايكاد 1 وايكاد 2 وايكاد 3. يتواجد عدد من الشركات التجارية والصناعية الكبيرة في الواجهة البحرية، بما في ذلك شركات الصلب، وبناء السفن، وإنشاء منصات الحفر، والإنشاءات والتوريد البحري، والتجريف والشحن والبناء.

## تطوير منطقة المصفح
في تسعينيات القرن الماضي، وبعد القيام بأعمال الترميم المحلي وأعمال البنية التحتية، حظيت فكرة تطوير بلدة المصفح القريبة من أبوظبي كمركز صناعي باهتمام متزايد. وفي عام 1996، أعلنت هيئة موانئ أبو ظبي البحرية خطة تنموية بقيمة 2.4 مليار درهم للمنطقة، بما في ذلك بناء ميناء جديد في المصفح. في عام 1998، تم اقتراح العديد من المباني المتوسطة الارتفاع، معظمها للمكاتب، كما تم بناء مركز شرطة محلي.

## قناة مصفح الجديدة
تم إنشاء قناة مصفح في المياه العميقة لتوفير قناة ملاحية آمنة تسمح  بحركة السفن بين ميناء المصفح الصناعي والخليج العربي بدون قيود وبغض النظر عن ارتفاع السفينة، وقد تم الانتهاء من تطويرها وتسليمها إلى موانئ أبوظبي في فبراير 2011  بقيمة بلغت 411 مليون دولار (1.5 مليار درهم )، حيث تمت مضاعفة عمق القناة تقريباً بعد جرف أكثر من ستة ملايين متر مكعب من الرمال. استبدلت القناة الجديدة قناة الدخول الحالية إلى منطقة المصفح الصناعية. تقع قبالة الساحل الجنوبي الغربي لجزيرة الحديريات، وقد تم بناء القناة التي يبلغ طولها 53 كم لخدمة منطقة المصفح الصناعية ومناطق إيكاد المستقبلية بالشكل الأمثل.
توفر منشآت الميناء عمليات الشحن والتخزين لمجموعة واسعة من العملاء. نفق جديد بطول 280 م يربط المطار بمنطقة مصفح. قناة مصفح هي قناة صناعية  فيها كريستالات/ بلورات جبسية توصف بأنها كبيرة وذات نصل. يقال أن الضفاف الواقعة في الطرف الشرقي من قناة المصفح تحتوي على "رواسب كثبان رملية معاد تشكيلها تعود للعصر البليستوسيني، تعلوها كربونات الهولوسين بشكل غير متوافق والسبخة تتبخر". تقع الروافد الداخلية للقناة على بعد حوالي 7 كيلومترات (4.3 ميل) من الداخل من موقع البحيرة الحالية. يحتوي الميناء على رصيف رئيسي بطول 342 متراً (1,122  قدماً) ورصيفين جانبيين بطول 40 متراً (130 قدماً) ويغطي مساحة 37,500 متر مربع (404,000  قدم مربع). يبلغ عمق الغاطس 11 متراً (36 قدماً) في الميناء وهو مرتبط بقناة المصفح الجديدة (التي جرفت بعمق 9 أمتار (30 قدماً) أسفل المسند)، والبالغ طولها حوالي 53 كيلومتراً (33 ميلاً).

## خطوط السكك الحديدية
المرحلة الأولى
كان من المتوقع بحلول عام 2016 أن تطلق الاتحاد للقطارات (شركة السكك الحديدية الوطنية لدولة الإمارات العربية المتحدة)على امتداد دولة الإمارات. المرحلة الأولى عبارة عن خط مخصص للشحن بطول 270 كيلومتر (170 ميل)، يربط الرويس بحقل شاه للغاز، وذلك بالتعاون مع شركة بترول أبوظبي الوطنية. أما الأولوية التالية، بعد الانتهاء من المرحلة الأولى، فهي ربط شبكة السكك الحديدية بمنطقة مصفح ومينائي خليفة وجبل علي على الخليج العربي، وصولاً إلى الحدود مع المملكة العربية السعودية وسلطنة عُمان.
في أبريل 2013، استلمت الاتحاد للقطارات أول قاطرتين من أصل سبع  قاطرات سيتم شحنها إلى الإمارات العربية المتحدة عبر ميناء مصفح. كانت هاتان القاطرتان أول الأصول الواصلة منذ استلام عربات الشركة في ديسمبر 2012، والتي ستشكل مجتمعة أول قطارات دولة الإمارات العربية المتحدة.
المرحلة الثانية
في سبتمبر 2022، ربطت الاتحاد للقطارات محطة شحن رئيسية في أبوظبي بالشبكة الرئيسية كجزء من المرحلة الثانية من مشروع الاتحاد للقطارات  وصلت الدُفعات الأولى من أسطول قطارات الاتحاد الحديثة إلى الإمارات العربية المتحدة عبر مينائي زايد ومصفح، والتي تأتي كجزء من التزام الاتحاد للقطارات  بتوسيع أسطولها من القطارات لخدمة الشبكة ككل.

## روابط خارجية
- موانئ أبوظبي